# Эфиопское студенческое движение
Эфиопское студенческое движение (амх. የኢትዮጵያ ተማሪዎች ንቅንቄ, ЭСД) — период радикального (преимущественно марксистско-ленинского) студенческого активизма в Эфиопии и эфиопской эмиграции с середины 1960-х годов до революции 1974 года. Первая демонстрация состоялась в 1965 году, ее возглавили студенты университета, руководствовашиеся марксистскими мотивами и скандировавшие «Земля — земледельцу» и «Является ли бедность преступлением?». Студенческие волнения продолжались с 1966 по 1969 год. Помимо непосредственно касавшихся студенческого движения требований, студенты призывали к отмене монархии императора Хайле Селассие и преодолению феодальных пережитков в Эфиопии. Затем движение продолжилось преимущественно среди эфиопских студентов за рубежом, где существовали такие объединения, как Эфиопский студенческий союз в Европе (ESUE), Эфиопский студенческий союз (вначале ассоциация) в Северной Америке (ESANA / ESUNA) и Всемирная федерация эфиопских студентов (WWFES). 
После переворота 1974 года, свергнувшего монархию и приведшего к власти режим Временного военно-административного совета (ДЕРГ), также декларировавший приверженность марксизму-ленинизму, участники ЭСД в самой Эфиопии и за рубежом руководили многими политическими организациями, такими как Эфиопская народно-революционная партия (ЭНРП) и Всеэфиопское социалистическое движение (МЕЙСОН), которые участвовали в повстанческом движении против режима ДЕРГ. Исследователи сходятся во мнении, что эфиопское студенческое движение заложило основу многих оппозиционных режиму сил во время гражданской войны в Эфиопии, особенно Народного фронта освобождения Тыграя (НФОТ), и вдохновило Революционно-демократический фронт эфиопских народов (ЭПРФ) на идею «многонациональной, многоэтнической и многоязычной природы Эфиопии». Таким образом, это движение имеет решающее значение для эфиопского этнического конфликта XXI века в стране.

## История

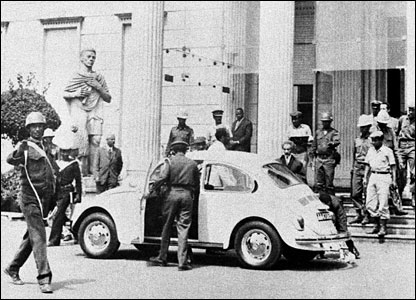
Эфиопское студенческое движение было ведущим фактором свержения императора Хайле Селассие в 1974 году.

Первая демонстрация прошла в 1965 году под руководством марксистско-ленински настроенных студентов под лозунгом «Земля — земледельцу». За этим последовали восстания 1966, 1967 и 1968 годов против «власть имущих по различным социальным и политическим вопросам». В мае 1966 года студенчество выступило против полиции, скандируя лозунг «Является ли бедность преступлением?». Фракции внутри движения поддержали вооруженные восстания против Хайле Селассие в провинции Эритрея и регионе Огаден.
В апреле 1967 года третий год подряд протесты происходили около кампуса Арат Кило, а не у кампуса Сиддест Кило. В ответ на это правительство Эфиопии направило Министерству внутренних дел закон, ограничивающий протест. Двумя днями ранее около 1500—1700 человек провели демонстрацию в кампусе Арат Кило, однако полиция остановила их, применив слезоточивый газ, и начала избивать демонстрантов. Общенациональный голод 1973 года также вызвал всплеск студенческой активности и протеста, как отмечает эфиопская исследовательница Эллени Зелеке.

## Наследие

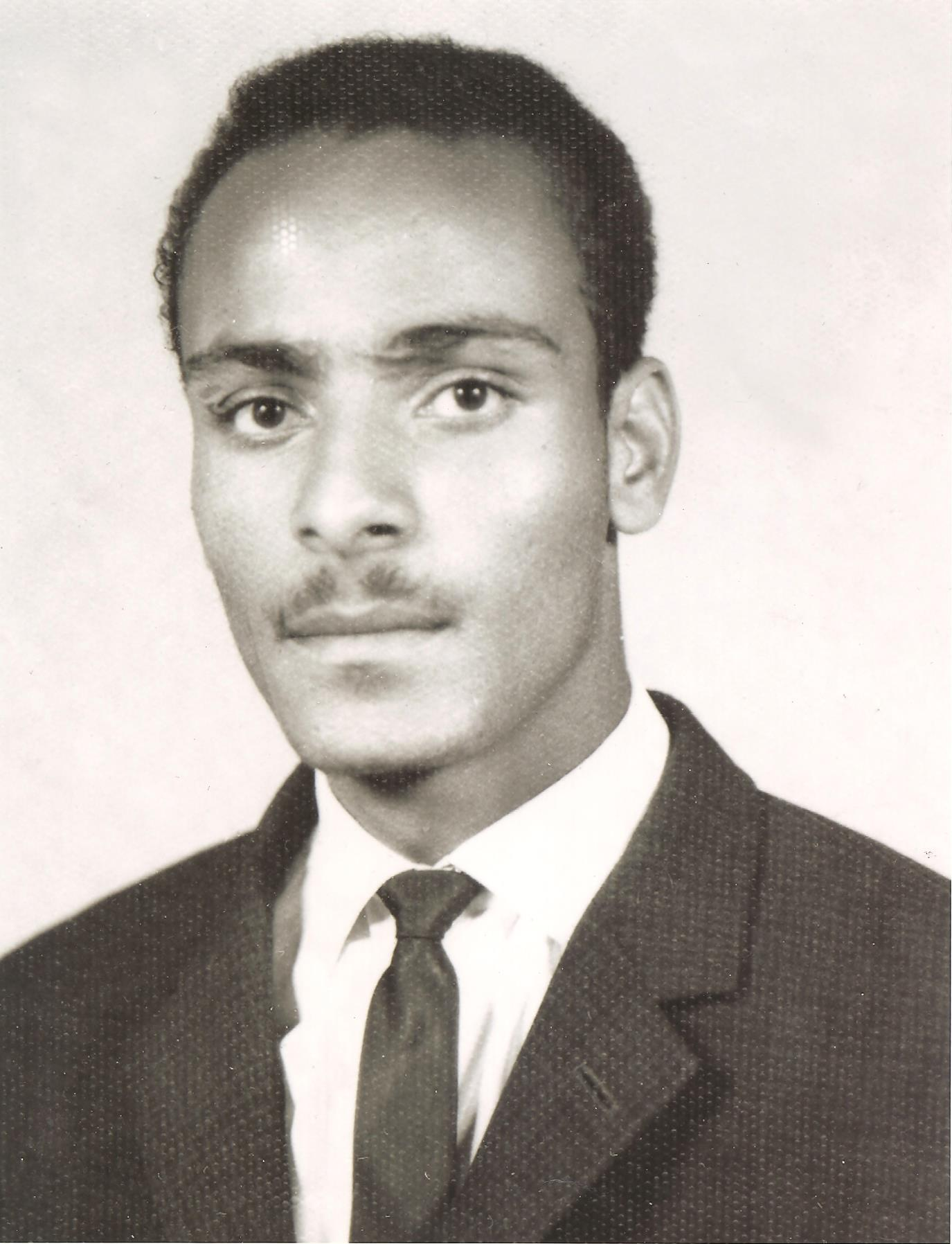
Валлелинь Мэконнэн

Эфиопское студенческое движение сыграло решающую роль в падении режима императора Хайле Селассие, революции 1974 года и установлении военной хунты ДЕРГ. Многие политические партии в эпоху Дерга вышли из ЕСМ: Эфиопская народно-революционная партия (ЭНРП) была сформирована студентами в эмиграции в разных частях света, включая США, Европу и Алжир, в то время как Всеэфиопское социалистическое движение (MEISON) возникло из Эфиопского студенческого союза в Европе (ESUE). 
ДЕРГ предложил некоторые предпосылки для удовлетворения требований студенческих движений, такие как земельная реформа и создание крестьянских ассоциаций. Народный фронт освобождения Тыграя (НФОТ) и Революционно-демократический фронт эфиопских народов (РЕДФЭН), формирование которых восходит к революции 1974 года, также вдохновлялись дебатами основных идеологов студенческого движения о «многонациональной, многоэтнической и многоязычной природе Эфиопии». Ханна Боренштейн, которая поддержала мнение историка Бахру Зевде, писала, что студенческий активизм 1969 года оставил свой след в современном этническом конфликте в Эфиопии — как положительный, так и отрицательный.

## Известные лидеры
- Тилахун Гизав — студенческий активист, застреленный в 1969 году
- Валлелинь Мэконнэн
- Хайле Фида
- Берханемескель Реда
- Дессалень Рахмато
- Сеннай Ликке — лидер ESUNA до раскола 1971 года
- Месфин Хабту — один из лидеров ESUNA, покончил с собой в 1971 году